# Панковский (хутор)
Панковский — упразднённый хутор Аксаковской волости Белебеевского уезда Уфимской губернии России.

## География
Находился при речке Медведке (левый приток Усени), к юго-востоку от селения Анненкова (Медведовка) и к северо-западу от разъезда Максютова.

## История
Упоминается в Списках населённых мест Российской Империи 1906 года как посёлок Панковский в Надеждинской волости Белебеевского уезда
На географической карте Белебеевского уезда 1910 года не упоминается>, встречается на карте Уфимской губернии 1912 года.
В 1920 году входил в состав Аксаковской (бывшей Надеждинской) волости.
14 июня 1922 года Уфимская губерния была упразднена, территория Белебеевского уезда вошла в состав Белебеевского кантона Башкирской АССР.
В последующих переписях населённый пункт Панковский не обнаруживается.

## Население
В 1906 году на 6 дворов указано 22/27 жителей.
По справочнику подворной переписи крестьянских хозяйств Белебеевского уезда 1914 года проживали малоруссы, переселенцы-собственники, 2 двора с населением 6 мужчин и 4 женщины.
Перепись 1920 года (подсчёт по подворным карточкам) показала, что проживали белорусы, число жителей 24 в 3 домохозяйствах.

## Инфраструктура
Основа экономики — земледелие.
В 1914 году подворная перепись крестьянских хозяйств показала наличие 2 хозяйств, в том числе с землепользованием 5-10 десятин −1; 20-30 десятин −1. Распределение хозяйств по лошадям: с 1 рабочей лошадью −1; с 2 рабочими −1. Распределение хозяйств по коровам: с 1 коровой −2. Распределение хозяйств по скотине в целом: с крупным и мелким скотом −2. Общее количество скота на всё селение: 22 головы